# Hail H.I.M.
Albums de Burning Spear
Living Dub Vol. 1
(1979) Living Dub Vol. 2
(1980)
Singles
1. African Teacher
Sortie : 1981

Hail H.I.M. est le onzième album de Burning Spear. Il est paru en 1980 sur le label EMI et fut produit par Winston Rodney & Aston "Family Man" Barrett.

## Liste des titres
- Tous les titres sont signés par Winston Rodney.

Face 1
1. Hail.H.I.M - 4:17
2. Columbus - 3:37
3. Road Foggy - 3:37
4. Follow Marcus Garvey - 4:27
5. Jah See and Know - 3:36

Face 2
1. African Teacher - 4:03
2. African Postman - 4:28
3. Cry Blood Africa - 5:03
4. Jah A Go Raid - 5:37

## Musiciens
- Winston Rodney: chant, gongas, percussions
- Aston "Family Man" Barrett: basse, percussions
- Junior Marvin: guitare
- Nelson Miller: batterie
- Tyrone Downie: claviers
- Earl Lindo: claviers
- Bobby Ellis, Herman Marquis & Egbert Evans: instruments à vent